# Montdardier
Montdardier ist eine französische Gemeinde mit 198 Einwohnern (Stand 1. Januar 2022), die im Département Gard und in der Region Okzitanien liegt. Sie gehört zum Arrondissement Le Vigan und zum Kanton Le Vigan. Der Ort ist Mitglied in der Communauté de communes du Pays Viganais. Die Bewohner nennen sich Montdardiérins oder auch Montdardiérines. 
Montdardier liegt auf dem Jakobsweg nach Santiago de Compostela.

## Geographie
Montdardier liegt im Süden Frankreichs auf einer Höhe zwischen 259 und 889 m, der Ort selbst liegt auf ca. 615 m. Das Gemeindegebiet umfasst insgesamt 3525 ha (35,25 km²). Der Ort liegt unmittelbar an der Departementsstraße D48, die in Nord-Süd-Richtung von Le Vigan nach Lodève führt. Die D48 verläuft auf dem Weg einer alten Römerstraße, welche die Cevennen mit Spanien verband. 
Montdardier liegt im Parc National des Cévennes, von hier aus führen kleine Nebenstraßen in den Park.
Der Ort liegt am Rande des Causse de Blandas, das Dorf beherrscht das Tal und die alte Römerstraße.

## Geschichte
Die erste Erwähnung erfolgte als Montis Disderii im Jahr 1077. Die Anhöhe, auf welcher der Ort liegt, beherrscht die alte Römerstraße von Le Vigan nach Lodève. Im 12. Jahrhundert wurde hier eine erste Festung angelegt, dort befindet sich jetzt ein Schloss im neogotischen Stil. Ein erstes Krankenhaus für die Pilger auf dem Jakobsweg wurde von den Tempelrittern gegründet.
1469 wurde Montdardier in den Folgekämpfen der Ligue du Bien public getroffen, das Dorf und das Schloss wurden dabei beschädigt. 
In den Religionskriegen wurde der Ort erneut schwer beschädigt. Die Kirche und das Schloss wurden zerstört, als Truppen des Herzogs von Rohan den Ort angriffen. 1792 brannte das Schloss aus und wurde nach der Revolution saniert. Das Dorf erstreckte sich danach auch außerhalb der Festungsanlagen und wurde zu einem Bergdorf.

## Wirtschaft und Infrastruktur
Ein wichtiger Erwerbszweig zum Ende des 19. Jahrhunderts war der Bergbau in den Minen von Malines, in denen Blei, Zink und Baryt abgebaut wurde. Inzwischen dominiert die Land- und Forstwirtschaft. In der Forstwirtschaft werden Schwarzkiefern, Zedern, Birken und Weiden geschlagen. Neben der Schafszucht werden auch Lamas gezüchtet.  

## Bevölkerungsentwicklung
Die Bevölkerungszahl von Montdardier entwickelte sich ab 1793 unauffällig bis nach 1886. In den nächsten 20 Jahren verdoppelte sich die Einwohnerzahl, 1906 wurde mit 1 051 die höchste Einwohnerzahl erreicht. Seitdem ging durch die  Schließung der Bergwerke und die allgemeine Landflucht im Laufe des 20. Jahrhunderts die Einwohnerzahl kontinuierlich zurück. 
| 1962 | 1968 | 1975 | 1982 | 1990 | 1999 | 2008 | 2017 |
| ---- | ---- | ---- | ---- | ---- | ---- | ---- | ---- |
| 273  | 215  | 197  | 178  | 157  | 187  | 193  | 201  |

## Trivia
Auf den Nebenstraßen rund um Montdardier fanden 2006 Läufe der Rallye des Cévennes statt.